# Ґхаґхара
Ґхаґхара, Ґхаґхра або Карналі (ґхаґхара — «священна вода зі священної гори», карналі — «бирюзова річка») — річка в Азії, найбільш багатоводна притока Ганга. Протікає по території Китаю, Непалу та Індії. Довжина 950 км, площа басейну — 127 950 км². Витік розташований в південній частині Тибетського нагір'я недалеко від озера Манасаровар. У глибокій долині під назвою Карналі річка перетинає Гімалаї і виходить на Індо-Гангську рівнину під назвою Ґхаґхара, де зливається з річкою Махакалі та впадає до річки Ганг.
Є найдовшою та нійбільш повноводною річкою Непалу. Живлення льодовикове у верхній течії, дощове в нижній. Навесні та улітку найбільш повноводна, трапляються повені.
Води річки використовуються для іригації. Річка судноплавна до міста Айодх'я, в нижній течії розташоване місто Файзабад.